# Cefalexin
Cefalexin (INN, BAN) eller cephalexin (USAN, AAN)  är ett antibiotikum som används för att behandla ett antal bakteriella infektioner. Det tas via munnen och är aktivt mot grampositiva bakterier och vissa gramnegativa. Den klassas som en första generations cefalosporin och har liknande aktivitet till ett antal andra substanser i denna grupp inklusive den intravenöst administrerade substanser cefazolin.
Cefalexin används för att behandla ett antal bakteriella infektioner inklusive: mediaotit (en form av öroninflammation), halsfluss (som orsakats av streptokocker), infektioner i ben och leder, pneumoni, cellulit (infektion i huden), och urinvägsinfektion. Den kan användas profylaktiskt för att förebygga bakteriell endocardit. Cefalexin är inte effektivt mot methicillin-resistent Staphylococcus aureus (MRSA). Cefalexin kan användas hos de som har milda till måttliga allergier mot penicillin men rekommenderas inte till de med svår allergi. Läkemedlet har ingen som helst effekt mot virusinfektioner.
Möjliga biverkningar är: allergi, mag och tarm-besvär, och Clostridium difficile-diarré bland annat. I USA är läkemedlet klassat som graviditetskategori B, och som kategori A i Australien, vilket innebär att det saknas evidens att behandling skulle leda till skador om det intas av gravida. Användning av läkemedlet under amning är tillåtet. Läkemedlet är lämpligt för barn och de som är över 65 år. Dosen kan behöva sänkas hos de med njur-påverkan.
År 2012 var cefalexin ett av de 100 mest utskrivna läkemedlen i USA. I Australien är det ett av de 15 mest utskrivna läkemedlen. Läkemedlet introducerades år 1969 och år 1970 av ett antal läkemedelsbolag inklusive Glaxo Wellcome och Eli Lilly and Company och marknadsfördes som Keflex eller Ceporex bland annat. Det finns tillgängligt som ett generiskt läkemedel under flera andra varumärkesnamn och är inte särskilt dyrt. Det finns med i Världshälsoorganisationens lista över essentiella mediciner, vilket är en lista över de viktigaste läkemedlen i vårdsystemet.